# Principatul de Salerno

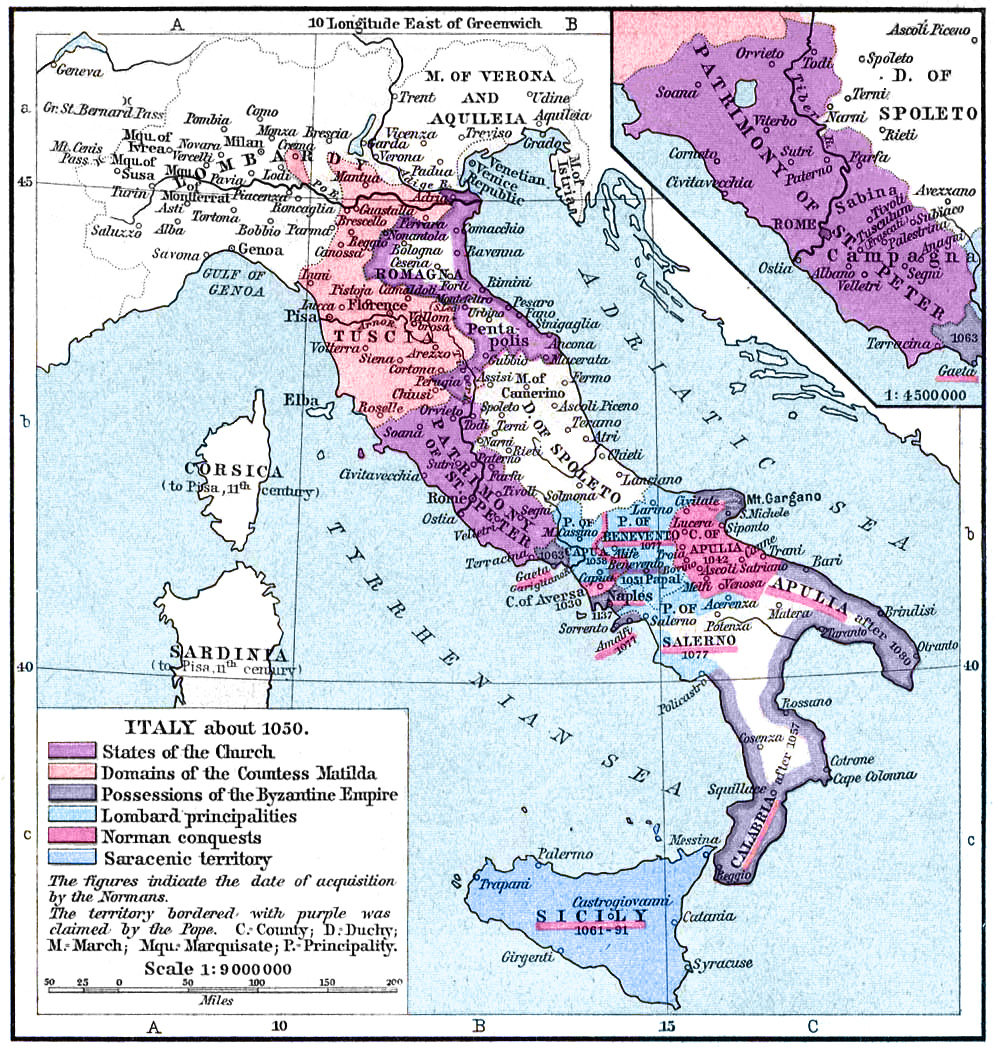
Hartă a Italiei în jurul anului 1050

Principatul de Salerno a fost un stat al longobarzilor din sudul Italiei, axat în jurul orașului-port Salerno, constituit în 851 prin desprinderea din Ducatul de Benevento.
Formațiunea statală a făcut parte din Imperiul Carolingian. De-a lungul existenței sale Principatul de Salerno a acționat ca un stat independent, doar pentru câteva scurte intervaluri de timp intrând în vasalitate față de Imperiul Bizantin.

## Constituirea
În anul 841 principele Sicard de Benevento s-a stins din viață. Imediat după aceea, conducătorul armatei sale, Radelchis, a preluat puterea în Benevento și l-a închis pe fratele și moștenitorul lui Sicard, Siconulf, în Taranto. Niște negustorii din Amalfi l-au salvat pe Siconulf eliberându-l, după care a fost proclamat ca principe în Salerno. Un rpzboi civil a izbucnit în sudul Italiei. În 847, împăratul Lothar I i-a delegat pe ducii Guy I de Spoleto și Sergiu I de Neapole să intermedieze o divizare a marelui principal longobard. După aceea, în 849, împăratul următor, Ludovic al II-lea, pe atunci rege al Italiei, a stabilit împărțirea principatului de Benevento în două diviziuni: una cu capitala la Salerno iar cealaltă la Benevento. 

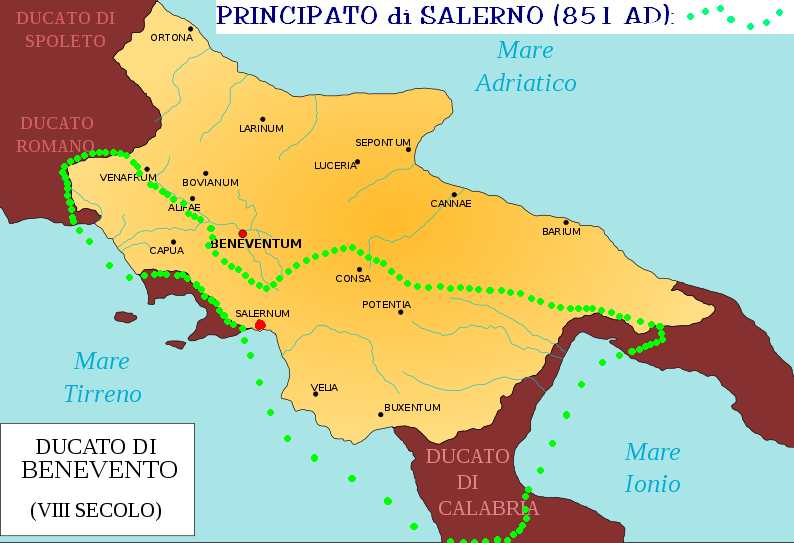
Principatul de Salerno în 851

Principatul de Salerno cuprindea Taranto, Cassano, Cosenza, Paestum, Conza, Potenza, Sarno, Cimitile (Nola), Capua, Teano și Sora. Este vorba de o adevărată putere maritimă, beneficiind de numeroase porturi, inclusiv Salerno însuși, și care controla în principal partea occidentală a fostului ducat de Benevento.
În primii săi ani de existență, noul principat creat nu s-a bucurat de o adevărată stabilitate. În 851, Siconulf a murit, iar fiul său Sico era încă un copil. El a fost depus și înlocuit de către regentul său, Petru, în anul 853, iar Petru a fost succedat în același an de către propriul său fiu, Ademar. Domnia lui  Ademar s-a încheiat în mod violent: o răscoală l-a depus, iar Guaifer, vlăstarul unei familii locale cu oarecare notorietate, Dauferizii, l-a orbit pe Ademar și l-a aruncat în închisoare. Guaifer a urmat la tron, având sprijinul populației.

## Dauferizii
Pe parcursul lungii sale domnii de 19 ani, Guaifer a izbutit să stabilizeze principatul de Salerno. Succesorii săi au avut și ei parte de domnii de lungă durată, astfel încât într-o scurtă perioadă Salerno a depăsit Benevento în măreție. Pe parcursul domniei sale, Principatul de Capua a devenit la rândul său independent. De jure, Salerno încă era vasal al împăratului occidental, însă în practică se manifesta ca un stat independent. La un moment dat, principele său s-a aliat chiar cu sarazinii. În 880, Guaifer a fost înlocuit de către fiul său Guaimar I, care l-a forțat să se retragă la mănăstire și să îi predea lui frâiele guvernării. Cronicile care descriu vremea sa îl ilustrează în termenii unui despot și el nu pare să fi fost popular. El a renunțat la alianța cu sarazinii în favoarea unei strânse relații cu împăratul occidental, la vremea aceea Carol cel Pleșuv. Totuși, în 887 Guaifer s-a îndepărtat de suzeranul său și a prestat omagiu împăratului bizantin Leon al VI-lea, de la care a primit titlul de patrikios. În 900 sau 901, fiul său Guaimar al II-lea l-a silit pe Guaifer să se retragă la mănăstirea întemeiată de el însuși la San Massimo și i-a urmat la tron. 
Guaimar al II-lea a reușit să ridice Salerno la măreție. El era un principe mai pios decât tatăl său și a introdus elementele reformei cluniacense la Salerno. De asemenea, Guaimar era mai înclinat spre războiul cu musulmanii și a participat la celebra bătălie de la Garigliano din 915. Cu această ocazie, el a fost aliat cu Bizanțul, așa cum a fost pe durata întregii domnii, cu excepția unei scurte perioade din anii '20 ai secolului al X-lea. El și-a sporit prestigiul și influența prin alianțe matrimoniale cu cei din Benevento și Capua și chiar a intrat în diferite proiecte antibizantine, obținând unele pământuri în Campania. Guaimar a căutat în continuare să își stabilizeze succesiunea dinastică și l-a numit pe fiul său, Gisulf I drept co-principe din 943, iar acesta i-a succedat în 946.
Succesiunea nu a fost contestată în interior, însă forțele aliate ale ducilor Ioan al III-lea de Neapole și Landulf al II-lea de Benevento au invadat Salerno. O alianță încheiată cu amalfitanii a salvat domnia lui Gisulf I. Ca și tatăl său, Gisulf a fost în general aliat al bizantinilor, uneori chiar sub amenințările papalității. În cele din urmă, el a încheiat un tratat cu papa și a pornit în sprijinul lui Pandulf Cap de Fier, principele de Benevento și Capua. Acesta din urmă, la rândul său, va veni în ajutorul lui Gisulf și îl va reinstaura la conducerea Salerno după ce fusese alungat temporar în 974 de către o insurecție care fusese pusă la cale de propriul său frate și de orașele bizantine din vecinătate. La moartea sa, Gisulf nu avea urmași direcți, astfel încât Salerno a trecut sub domnia aliatului său, Pandulf Cap de Fier, care apoi l-a încredințat fiului său, Pandulf al II-lea.

## Stăpânirea "străină"
De la 978, anul morții principelui Gisulf I, până la 983, anul în care salernitanii au reinstalat la putere o dinastie aleasă de ei înșiși, principatul de Salerno s-a aflat sub conducerea "străinilor": fie din casa princiară de Capua, fie de către ducii de Amalfi. Amalfitanii au profitat de moartea lui Pandulf Cap de Fier din 981 pentru a prelua stăpânirea asupra Salerno de la Pandulf al II-lea, astfel încât Manso I de Amalfi a devenit principe. Acesta a fost însă nepopular, și Ioan, originar din Spoleto, a fost ales după alungarea amalfitanilor. Relațiile de discordie cu Amalfi au continuat până la finele principatului.

## Apogeul și declinul
Ioan al II-lea și-a stabilit propria dinastie, moment care anunța perioada finală de măreție a Principatului de Salerno ca entitate longobardă independentă. El a căutat să sporească controlul bisericii în regiune, însă a eșuat în această întreprindere. El a introdus principiul co-regenței fiilor, în scopul de a stabiliza succesiunea. Fiul său, Guaimar al III-lea, a fost nevoit să suporte atacurile sarazinilor, însă a fost ajutat de către mercenarii normanzi. De asemenea, de-a lungul întregii sale domnii, Guaimar s-a îndreptat împotriva posesiunilor bizantine și a acordat sprijin răsculaților longobarzi din acestea, conduși de Melus din Bari. De asemenea, l-a ajutat pe vecinul său Pandulf al IV-lea de Capua, în pofida nepopularității acestuia. Sub Guaimar al III-lea, "Schola Medica Salernitana" a început să înflorească pentru prima și a putut să facă astfel încât sintagma Opulenta Salernitanum să fie inscripționată de monedele sale, ca un semn al bogăției rezultate de pe urma comerțului efectuat de orașul său.

Guaimario IV (1039 - 1047)

La rândul său, Guaimar al IV-lea a adus Principatul de Salerno la cele mai înalte culmi, însă această poziție nu i-a supraviețuit. Guaimar al IV-lea i-a utilizat pe normanzi, ca și tatăl său, drept pentru care poate fi considerat ca unul dintre principalii responsabili pentru ridicarea familiei normande Hauteville în sudul Italiei. Spre deosebire de tatăl său, Guaimar al IV-lea s-a opus lui Pandulf de Capua și a reușit să atașeze posesiunile acestuia din urmă Principatului de Salerno, pentru prima dată după perioada lui Pandulf Cap de Fier. În 1038, el a solicitat arbitrajul celor doi împărați, cel occidental și cel bizantin, pentru rezolvarea situației create de Pandulf de Capua, însă doar împăratul Conrad al II-lea a dat curs, astfel încât Salerno a trecut cu totul în sferă de influență a Occidentului. Conrad l-a transformat pe Guaimar într-un principe puternic, care își va extinde curând autoritatea și asupra orașelor-state de pe coastă Gaeta, Napoli și Amalfi. El avea calea deschisă pentru a cuceri Campania, Apulia și Calabria de la bizantini, dar aceste succese au fost anihilate de către fiul lui Conrad, împăratul Henric al III-lea, care în 1047 l-a înlpturat pe Guaimar din Capua și a restructurat natura relației vasalice dintre ei, pentru a-i limita puterea. În 1052, Guaimar a fost asasinat, iar fiul și succesorul său Gisulf al II-lea nu s-a ridicatla înâlțimea tatălui său.
Sub Gisulf, Salerno a decăzut. El a întreprins un război inutil împotriva Amalfi și a vecinilor săi normanzi, în cele din urmă chiar împotriva lui Robert Guiscard, devenit duce de Apulia. Deși Salerno a rămas prosper la sfârșitul domniei lui Gisulf, ultimul principe al său a utilizat ineficient această bogăție și în final, în 1077 a pierdut propria capitală și, odată cu ea, principatul în favoarea lui Guiscard. Odată cu înfrângerea lui Gisulf, Salerno a încetat să mai fie capitala unui principat extins, iar posesiunile sale cândva atât de vaste au fost în întregime integrate ducatului de Apulia și Calabria al dinastiei Hauteville. Salerno a continuat să fie cel mai important oraș din Italia sudică până la sfârșitul dominației familiei Hauteville, în 1194.